# Christopher Priest (jugador británico de fútbol americano)
Chris Priest (Leigh, 18 de octubre de 1973) es un exjugador profesional de fútbol americano británico que se cree que marcó el último gol de la Liga de Fútbol del siglo XX cuando jugaba para el Macclesfield Town.

## Carrera
Priest comenzó su carrera como centrocampista como aprendiz con el Everton, donde se convirtió en profesional en junio de 1992. Sin embargo, no pudo hacer una aparición en el primer equipo y su primer partido en la liga fue estando prestado en la Segunda División de la Liga de Fútbol de la ciudad de Chester durante 1994 y 1995. Pasó dos meses a préstamo con el club a principios de esa temporada, anotando 2-0 sobre el líder de la liga Oxford United, y después firmó de manera permanente.
Priest se quedó durante cuatro años con el Chester.
Priest volvería a dar un servicio largo para sus jefes, con sus cinco años en Moss Rose, incluyendo su histórico gol de último minuto contra el Carlisle United el 28 de diciembre de 1999, y un empate televisado FA Cup contra el West Ham United, el 6 de enero de 2002.
Su última aparición en la Liga de Fútbol fue en el partido del Silkmen contra el Bury, el 8 de mayo de 2004. Después se unió al Bangor City (en la Liga Premier de Gales). Después de dos años con los Citizens, Priest firmó para el Colwyn Bay. Ya no juega al fútbol, pero ahora trabaja como entrenador. Ha empezado a trabajar con un pequeño equipo de la liga de fútbol dominical llamado Newhall Rovers FC.